# CCTV 통합관제센터
CCTV 통합관제센터는 대한민국 지방자치단체가 관할구역의 모든 CCTV를 볼 수 있는 센터이다.

## 역사
2007년부터 지자체별로 CCTV 통합관제센터 설치를 시작했다.
2014년, 광주시 CCTV통합관제센터에서 운영하는 방범용 CCTV 3천여대는 대부분 200만 화소로, 강·절도범의 인상착의를 확인하거나 행적을 좇는데 종종 활용된다. 
2020년, 창녕군 영상정보통합 관제센터는 882대의 CCTV를 통합·운영하고 있으며 경찰관 1명과 관제요원 16명이 교대로 24시간 실시간 관제를 하고 있다.
2020년 4월 16일, 강원도 양양군은 343대 방범용 CCTV 가운데 10여년 전에 설치된 130만 화소 카메라 28곳 55대를 이달 말까지 HD급 200만 화소로 교체한다. 양양군은 지난달부터 통합관제센터를 구축했다. 130만화소급 CCTV는 야간에 사물 영상이 뚜렷하지 않지만, HD급 200만 화소는 야간에도 사물 식별이 가능하다.

## CCTV 종류
- 41만 화소 CCTV
- 130만 화소 CCTV
- 200만 화소 HD급 CCTV
- 200만 화소 HD급 CCTV, 야간촬영용 적외선
- 200만 화소 HD급 CCTV, 안면인식